# Chiesa di Santa Chiara (Cagli)
La chiesa di Santa Chiara a Cagli (PU) è un edificio di culto cattolico che si trova nell'immediata prossimità della cinta cittadina; sorge infatti lungo la via Flaminia e il suo primo nucleo risale al XVII secolo.
L'edificio, con le dipendenze annesse, è di proprietà del comune di Cagli

## Descrizione
La chiesa di Santa Chiara con campanile concluso da un cupolino a cipolla fu costruita nel XVIII secolo. 
La chiesa fa parte del vasto convento che le Clarisse eressero nel Quartiere di Sant'Andrea a ridosso della cinta urbica medioevale a seguito della rifondazione della città del 1289.
L'interno è impreziosito dall'imponente altar maggiore marmoreo, derivato per dimensioni e cromatismi marmorei dal pregevole modello presente nella chiesa riformata del Gesù a Roma, con la pala di Giovanni Conca del 1739. 
La volta che sovrasta l'aula della chiesa reca l'affresco di Gaetano Lapis (1706-1773) raffigurante la Gloria di Santa Chiara (10 x 3,60 m) mentre lungo le pareti laterali, entro elaborate cornici in stucco mistilinee, sono le sei martiri Santa Barbara, Sant'Orsola, Santa Cecilia, Sant'Agnese, Santa Margherita e Sant'Apollonia sempre del Lapis.

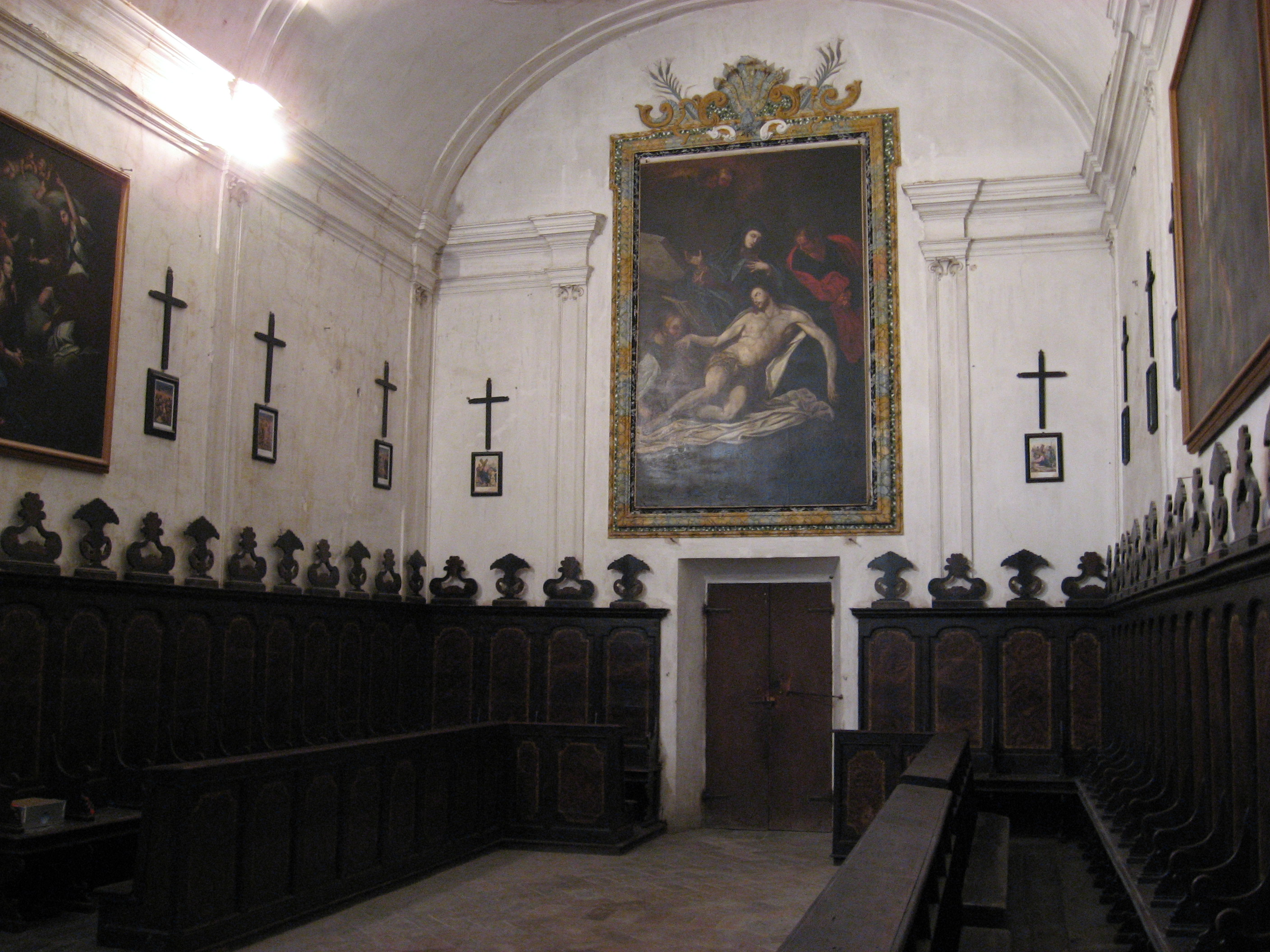
Coro inferiore delle Clarisse

Sul presbiterio a tarsia marmorea, entro una raggiera dorata, è la Madonna del Ponte di Giannandrea Lazzarini (1710 - 1801) proveniente dalla distrutta chiesetta che fino agli inizi del Novecento era posta sul Ponte Mallio a ridosso del varco di guardia. 
Nell'altare laterale a sinistra la pala datata 1572 e firmata Lucio Dolci da Casteldurante, con i modi del manierismo metaurense raffigura la Natività di Maria. Dall'altro lato è una Annunciazione seicentesca con un Arcangelo Gabriele che ricorda i modi del Guerrieri da Fossombrone
Sul lato sinistro dell'aula della chiesa si apre il Coro inferiore delle Clarisse con tre copie antiche dai dipinti perduti di Sebastiano Conca per la Cappella della Pietà dell'abbazia di Montecassino poste sopra i trenta scranni lignei intagliati. Degli originali eseguiti dal Conca presumibilmente tra il 1704 ed il 1706 restano solo le immagini fotografiche.
Ad ottobre 2011 il tetto della chiesa subì un parziale limitato crollo, assorbito dalla volta che evitò danneggiamenti più estesi; il crollo era conseguenza delle lesioni riportate dall'edificio quattordici anni prima a causa del sisma del 1997 che colpì Umbria e Marche; nel 2013 (Regione Marche, Decreto n. 37/TBC del 05.09.2013) è stato stanziato, su sollecitazione del Comune di Cagli, il contributo di euro 314.000 e approvato il progetto per il restauro della struttura
Per questa chiesa Baldo de' Sarofini aveva dipinto una tela firmata con una Madonna col Bambino, forse faccia di uno stendardo processionale, che era stato per un periodo collocato all'altare maggiore.